# Либек
Либек град је у немачкој савезној држави Шлезвиг-Холштајн. Са 213.983. становника (2005) други град је по броју становника у Шлезвиг-Холштајну. Неколико векова био је главни град Ханзеатског савеза. Због готичке катедрале налази се на Унесковом списку светске баштине. Највећа је немачка лука на Балтичком мору. Стари део града окружен је реком Трав. Лаба-Либек канал повезује реку Трав са Лабом.

## Историја
Подручје око Либека настањено је још од последњег леденог доба. У том подручју нађено је неколико неолитских долмена. Словени су почели да се досељавају у источни Холштајн око 700. У том подручју је тада већ било много германског становништва. До почетка 9. века Карло Велики успео је да потисне Саксонце, који су се супротстављали покрштавању. Карло Велики ту насељава савезнике Оботрите. У 10. веку то су постала најзначајније насеља Оботрита. Основали су насеља 6 километара северно од данашњег Либека. Пагански Словени са Ригена спалили су оботритска насеља 1128. Модерни Либек основао је 1143. као немачко насеље гроф од Шауенбурга и Холштајна Адолф Други. Изградио је нови замак, који се први пут спомиње 1147. Адолф је 1158. предао замак Хенрику Лаву. После Хенрикова пада 1181. Либек је постао царски град осам година. Цар Фридрих Барбароса предао је Либек владајућем већу од двадесет чланова, а тако је остало до 19. века. Већем града су вековима доминирали трговци, тако да су политиком Либека вековима доминирали трговачки интереси. Град и замак су мењалили власнике. До 1192. био је део војводства Саксоније, грофовије Холштајн до 1217. и део Данске до 1227.
Око 1200. лука је постала главна тачка одласка колониста на балтичке територије, које је освојио Тевтонски ред. Цар Фридрих II град је прогласио слободним царским градом. Тако је настао Слободни град Либек. У 14. веку Либек је постао највећи и најмоћнији члан средњовековне трговачке организације Ханзе. Цар Карло IV је 1375. прогласио Либек уз Венецију, Рим, Пизу и Фиренцу једним од 5 „славних градова царства“. Постојало је неколико сукоба око трговачких повластица Либека и Ханзе против Данске. Либек и Ханза су победили 1435. и 1512. Либек је изгубио кад се умешао у грађански рат, који је трајао у Данској од 1534. до 1536. Либек је постао члан Шмалкадског савеза. После тога пораза моћ Либека је лагано опадала. У Тридесетогодишњем рату Либек је успео да остане неутралан, али разарања изазвана декадама рата и нова трансатлантска оријентација проузроковали су да Ханза и Либек изгубе значај. Када је Ханза службено распуштеана 1669. Либек је остао значајан трговачки град на Балтичком мору.
За време рата пете коалиције против Наполеона, војска од маршала Бернадота окупирала је неутрални Либек после битке против Блихера 6. новембра 1806. Због континенталног система блокаде, трговина је опадала. Од 1811. до 1813. Либек је био формално анектиран Француској, све до Бечког конгреса 1815. За време Другог светског рата Либек је био први град У Немачкој кога је напала енглеска авијација. У нападу 28. марта 1942. створила се ватрена олуја, која је тешко оштетила историјски центар и уништила три значајне цркве. При крају рата десио се тешки инцидент, када су савезнички бомбардери потопили три брода пуна логораша из концлогора. Убијено је 7.000 заточеника. У град је након 1945. дошло много избеглица из источних делова Немачке. Либек је био на немачко-немачкој граници у периоду Хладног рата. Либек је рестаурисао историјски центар, који је дошао на Унесков списак светске баштине.

## Грађевине
Цели стари град је имао средњовековни изглед због старих зграда и уских уличица. У град се некад улазило на четири градске капије, од којих су данас остале две; Холстентор и Бургтор. Стари градски центар има седам цркви. Најстарије су Либечка катедрала и црква Свете Марије, обе из 13. и 14. века.
Друге значајне зграде су:
- градска већница
- црква свете Катарине, која је припадала некадашњем манастиру
- кућа Томаса Мана
- кућа Гинтера Граса

## Разно
Либек је познат по индустрији марципана. По локалној легенди марципан је најпре направљен у Либеку за време или опсаде града или гладних година. По тој причи у граду није остало ништа сем бадема и шећера, па је тако направљен марципан.

## Географија
Град се налази на надморској висини од 13 метара. Површина општине износи 214,2 km². У самом граду је, према процјени из 2010. године, живјело 210.892 становника. Просечна густина становништва износи 985 становника/km². Посједује регионалну шифру (AGS) 1003000, NUTS (DEFO3) и LOCODE (DE LBC) код.

## Међународна сарадња
| Место           | Држава               | Врста сарадње | Од    |
| --------------- | -------------------- | ------------- | ----- |
| Ковентри        | Уједињено Краљевство | контакт       | 2000. |
| Трелелборг      | Шведска              | контакт       | 2000. |
| Котка           | Финска               | партнерство   | 1969. |
| Малме           | Шведска              | контакт       | 2000. |
| Ла Рошел        | Француска            | партнерство   | 1988. |
| Санкт Петербург | Русија               | контакт       | 2000. |
| Велики Новгород | Русија               | контакт       | 2000. |
| Калињинград     | Русија               | контакт       | 2000. |
| Гдањск          | Пољска               | контакт       | 2000. |
| Берген          | Норвешка             | контакт       | 2000. |
| Клајпеда        | Литванија            | партнерство   | 1990. |
| Кавасаки        | Јапан                | пријатељство  | 1992. |
| Венеција        | Италија              | пријатељство  | 1979. |
| Спокејн         | САД                  | пријатељство  | 1979. |
| Извор           |                      |               |       |

## Познати људи рођени у Либеку
- Вили Брант
- Томас Ман
- Ханс Блуменберг
- Сандра Фелкер

## Галерија
- Буденброкхауз
- Градска већница
- Маријенкирхе (црква свете Марије), 2004
- Торањ светог Петра
- Типична грађевина у Либеку
- Бургтор, један од два главна улаза у Либек